# Mettmanner Bach
Der Mettmanner Bach ist ein 9,4 km langer, östlicher und rechter Zufluss der Düssel im niederbergischen Land mit der Gewässerkennzahl 273924.

## Name
Der Name des Baches ist unmittelbar mit dem Namen der Stadt Mettmann verbunden. Die alte Form des Stadtnamens "Medamana" wird so abgeleitet, dass es "die Leute des mittelsten (Baches)" oder "Wiese des mittelsten (Baches)" bedeutet. Dies wird damit erklärt, dass der Mettmanner Bach sich mittig zwischen Anger (oder Schwarzbach) und Düssel befindet.

## Geographie

### Quelle
Der Mettmanner Bach entspringt in der ehemaligen Wülfrather Honschaft Süd-Erbach auf einer Höhe von 184 m. ü. NN.

### Verlauf
Vom Wülfrather Stadtgebiet fließt der Bach durch Obmettmann, speist ein Naturbad und endet hier zunächst in zwei Teiche vor der Goldberger Mühle. Nach der Mühle fließt der Bach in die Stadt Mettmann, wo er im bebauten Gebiet unterirdisch geführt wird. Anschließend verfolgt der Bach oberirdisch seinen Weg zwischen Laubach und Diepensiepen.

### Mündung
Die Mündung in die Düssel befindet sich im Neandertal, nahe dem ehemaligen Rittergut Schloss Hellenbroich in einer Höhe von 73 m. ü. NN.